# Spartak Sumy (piłka nożna kobiet)
ŻFK Spartak Sumy (ukr. ЖФК «Спартак» Суми) – ukraiński klub piłki nożnej kobiet, mający siedzibę w mieście Sumy, w północno-wschodniej części kraju, grający w latach 2003–2005 w rozgrywkach piłkarskiej Wyższej Ligi.

## Historia
Chronologia nazw:
- 2003: Spartak Sumy (ukr. ЖФК «Спартак» Суми)
- 2005: klub rozwiązano

Klub piłkarski Spartak Sumy został założony w Sumach latem 2003 roku. W 2003 drużyna piłkarska kobiet debiutowała w Wyższej Lidze Ukrainy, zajmując czwartą pozycję w tabeli końcowej. W 2004 zespół osiągnął swój największy sukces, zdobywając brązowe medale mistrzostw Ukrainy. W sezonie 2005 spadł na czwarte miejsce. Jednak po zakończeniu sezonu z powodów finansowych klub został rozwiązany.

## Barwy klubowe, strój, herb, hymn
|  |  |

Klub ma barwy biało-czerwone. Piłkarki domowe spotkania zazwyczaj grają w białych koszulkach, czerwonych spodenkach oraz białych getrach.

## Sukcesy

### Trofea międzynarodowe
Nie uczestniczył w rozgrywkach europejskich (stan na 31-05-2021).

### Trofea krajowe
| \| \| Zdobyte trofea w rozgrywkach Ukrainy (stan na: 31-05-2021) \| |                                                            |      |          |
| Rozgrywki                                                           | Osiągnięcie                                                | Razy | Sezon(y) |
| Mistrzostwo                                                         | I miejsce                                                  | 0    |          |
| Mistrzostwo                                                         | II miejsce                                                 | 0    |          |
| Mistrzostwo                                                         | III miejsce                                                | 1    | 2004     |
| Puchar                                                              | zdobywca                                                   | 0    |          |
| Puchar                                                              | finalista                                                  | 0    |          |
| Puchar                                                              | ćwierćfinalista                                            | 1    | 2004     |
| II liga                                                             | I miejsce                                                  | 0    |          |
| II liga                                                             | II miejsce                                                 | 0    |          |
| II liga                                                             | III miejsce                                                | 0    |          |
| Ukraina                                                             | Zdobyte trofea w rozgrywkach Ukrainy (stan na: 31-05-2021) |      |          |

## Poszczególne sezony

### Rozgrywki międzynarodowe

#### Europejskie puchary
Nie uczestniczył w rozgrywkach europejskich (stan na 31-05-2021).

### Rozgrywki krajowe
| \| Ukraina \| Bilans występów klubu w rozgrywkach piłkarskich Ukrainy (Stan na 31 maja 2021 r.) \| \| |                                                                                   |        |       |   |   |   |    |    |     |           |        |        |      |
| Poziom                                                                                                | Rozgrywki                                                                         | Sezony | Mecze | Z | R | P | B+ | B– | Pkt | Lata      | Awanse | Spadki | Naj. |
| I | Wyszcza liha                                                                      | 3      |       |   |   |   |    |    |     | 2003–2005 | 0      | 0      | 3    |
| II | Persza liha                                                                       | 0      |       |   |   |   |    |    |     |           | 0      | 0      |      |
| | Puchar Ukrainy                                                                    | 3      |       |   |   |   |    |    |     | 2003–2005 | 0      | 0      | 1/4  |
| Ukraina                                                                                               | Bilans występów klubu w rozgrywkach piłkarskich Ukrainy (Stan na 31 maja 2021 r.) |        |       |   |   |   |    |    |     |           |        |        |      |

## Struktura klubu

### Stadion
Klub rozgrywał swoje mecze domowe na stadionie Juwilejny w Sumach, który może pomieścić 25 830 widzów.